# Формална логика
Формална логика е термин на Имануел Кант, с който традиционната логика – а именно силогистиката (Аристотеловата теория за формално-валидните умозаключения), допълнена в традицията с учението за понятието и учението за съждението, – се различава от развитата от самия Кант т.нар. „трансцендентална логика“, в която се обръща внимание не само на логическата „форма“, но и на предмета, т.е. „съдържанието“ на познанието. Кант е смятал, че формалната логика е получила завършен вид на практика още при самия Аристотел. (При Хегел в известен смисъл се продължава Кантовата програма, като започва да се говори за една по-висша „спекулативна“ или „съдържателна“ логика и, дотолкова, самата формална логика получава дори негативни конотации.) Изследванията на немския математик и философ Готлоб Фреге обаче довеждат до революция – и неподозирани дотогава разширения – на „формалната логика“ в края на ХІХ век. За да се различава тази „нова“ логика („модерната логика“) от напластената с теоретико-познавателни и психологически въпроси традиционна логика (особено през Новото време, но също и при Кант и Хегел), сега отново започва да се говори за „формална логика“, но този път в положителен смисъл. Други имена, които се използват за същото, са „символна логика“, „математическа логика“ и „логистика“ (последното обаче не се използва вече в този смисъл).
Последните наименования имат, разбира се, своето основание, но съдържат и недостатъци. Въведени във вихъра на въодушевлението от ефективността на новите системи на логиката, и то на фона на „стерилността“ на старата логика, те създават впечатление за наличие на принципна граница между „предметната“ област на съвременните и тази на традиционните логически изследвания. Ето защо на едно второ поколение „математически логици“ (Шолц, Лукашевич, Юзеф Мария Бохенски се налага на свой ред да доказва, че създадената от Аристотел и развивана в традицията логика също следва да се разглежда като една – макар и по-ранна – форма на формалната логика. Освен това, като изтъкват една или друга методологическа особеност на съвременните логически изследвания, тези наименования не се отнасят непосредствено към тематиката на логиката. С оглед на тези съображения изглежда по-целесъобразно с двойката „модерна“ и „традиционна“ логика да се обозначават двете основни развити до днес форми на формалната логика, които, разбира се, се различават по своята обхватност, прецизност и философско основополагане, но чрез които се изследва по същество един и същ предмет, а именно формално-валидното заключаване. Погледнато от тази гледна точка, традиционната логика кулминира в изследванията на силогистиката, а модерната логика е онази концепция за заключаването, която след Фреге се развива с помощта на двете базисни логически теории: пропозиционалната и предикатната логика.

## Тематика
В този смисъл „модерната математическа или символна логика е съвременната форма на създадената от Аристотел формална логика“. Тъй като бурното развитие на формалната логика от последните 130 години до голяма степен компрометира схващането на Новото време за завършеността на логиката и опитите (на Кант и Хегел) за нейно разширение по посока на теоретико-познавателни въпроси, не е лишено от основание схващането на повечето съвременни логици, че „формална логика“ означава същото като простото „логика“ – т.е. че редом с „формалната“ логика няма една втора „трансцендентална“ или „спекулативна“ логика (ето защо относно предмета на формалната логика срв. тук статията „логика“.) При това съвременно схващане самото говорене за „формална“ логика, на свой ред, би имало смисъл само тогава, когато с него логиката в по-тесен смисъл – като теория, чийто предмет е формално-валидното заключаване, – се различава от философията на логиката като анализ на – лежащите в основата на тази теория – базисни логически категории (в смисъла на металогическа рефлексия върху понятията, с които самата логическа теория описва своите предмети, напр. понятията: изречение, предикат, сингуларен термин, истина, значение, референция, функция, понятие, предмет и др.). В този случай в традицията на Бъртранд Ръсел се говори за „философска логика“ (други термини са „логическа пропедевтика“ (Паул Лоренцен), „теория за значението“ или „философия на мисълта“ (Майкъл Дамет) и др.).
Бел.: От съвременна гледна точка самото традиционно говорене за „формална“ логика (включително и Кантовото) е най-малкото дотолкова по-скоро интуитивно, отколкото строго дефинирано, доколкото понятието за логическа форма получава ясен смисъл едва в изследванията на модерната символна логика, а именно чрез приложението на т.нар. метод за „формализация“ (който се състои, най-общо казано, в един метод за заместване на изрази с определено значение в изреченията, въвеждането на променливи и употребата на специални символи за получаващите се при този анализ логически константи).